# Jacob Elordi
Jacob Elordi (Brisbane, 26 juni 1997) is een Australische acteur. Hij is onder meer bekend als zijn rol Noah Flynn in de filmtrilogie The Kissing Booth.

## Biografie
Elordi is geboren in Brisbane (Queensland, Australië) op 26 juni 1997. Zijn ouders zijn John en Melissa Elordi en hij heeft drie oudere zussen. Hij ging naar de middelbare school St Kevin's College in Melbourne en later ging hij naar het Nudgee College in Brisbane.
Elordi's eerste ervaring op een Hollywoodfilmset was als figurant bij de opnames van Pirates of the Caribbean: Dead Men Tell No Tales. De eerste film waarin hij een reguliere rol had was de Australische film Swimming Safari, uitgekomen in 2018. Elordi werd beroemd met de rol Noah Flynn in de romantische comedy The Kissing Booth, uitgekomen in mei 2018. Hij vervulde dezelfde rol tijdens het vervolg, The Kissing Booth 2, uitgekomen in juli 2020.Elordi is ook te zien in de laatste van The Kissing Booth 3 dat in 2021 uitkwam. 
In 2019 speelde Elordi de hoofdrol in de horrorfilm The Mortuary Collection en begon hij met het spelen van Nate Jacobs in de HBO-televisieserie Euphoria. In 2023 was hij te zien in de films Priscilla en Saltburn. In een recensie van deze laatste film schreef Empire dat Elordi zich ontwikkelde van een tienerhartenbreker tot een totale filmster.

## Filmografie

### Film
| jaar | titel                                            | rol                   |
| ---- | ------------------------------------------------ | --------------------- |
| 2015 | Carpe Liam                                       | Liam                  |
| 2016 | Max & Losefa                                     | Max                   |
| 2017 | Pirates of the Caribbean: Dead Men Tell No Tales | Figurant              |
| 2018 | The Kissing Booth                                | Noah Flynn            |
| 2018 | Swimming Safari                                  | Haan                  |
| 2019 | Bad Dream                                        | Echtgenoot            |
| 2019 | The Mortuary Collection                          | Jake                  |
| 2020 | The Kissing Booth 2                              | Noah Flynn            |
| 2020 | 2 hearts                                         | Cris                  |
| 2020 | The Very Excellent Mr. Dundee                    | chase hogan           |
| 2021 | The Kissing Booth 3                              | Noah Flynn            |
| 2022 | Deep Water                                       | Ricky                 |
| 2023 | Priscilla                                        | Elvis Presley         |
| 2023 | Saltburn                                         | Felix Catton          |
| 2024 | Oh, Canada                                       | de jonge Leonard Fife |
| 2024 | On Swift Horses                                  | Julius Walker         |

### Televisie
| jaar       | titel    | rol           |
| ---------- | -------- | ------------- |
| 2019       | The Bend | Lucas Jackson |
| 2019-heden | Euphoria | Nate Jacobs   |